# Championnat de futsal de la CONMEBOL 1996
Navigation
Taça América 1995 Taça América 1997
Le Championnat de futsal de la CONMEBOL 1996 est la troisième édition de la compétition nommée maintenant Copa América. Le tournoi a lieu du 16 au 20 avril 1996 à Niterói, au Brésil.
Il est qualificatif pour la Coupe du monde qui se déroule du 24 novembre au 8 décembre 1996. Six équipes nationales jouent pour trois places. Les Brésiliens survolent la compétition avec quatre victoires en autant de matchs, 34 buts inscrits et seulement 4 encaissés. L'Uruguay et l'Argentine complètent le podium. Le Paraguay perd dans le match pour la troisième place qualificative contre les Argentins (1-2) et ne participe pas à son troisième mondial.

## Préparation de l'évènement

### Contexte
Cette édition 1996 constitue à la fois la seconde édition de la « Taça América » (Coupe d'Amérique) et du Championnat de la CONMEBOL, qualification continentale pour la Coupe du monde. Ces deux compétitions fusionnent en 2000 pour donner la Copa América.

### Ville retenue
Pour la troisième fois en autant d'édition, le Brésil accueille la compétition. Cette fois-ci, elle a lieu à Niterói, dans l'État de Rio de Janeiro.

### Format
Les six équipes nationales sont réparties en deux groupes de trois équipes chacun. Les deux premiers sont qualifiés pour les demi-finales, le premier rencontrant le seconde de l'autre groupe. Commence alors la phase finale à élimination directe pour la désignation du champion sud-américain et les trois qualifications pour la Coupe du monde 1996.

## Compétition

### Premier tour

#### Groupe A
| Rang | Équipe    | Pts | J | G | N | P | Bp | Bc | Diff |
| ---- | --------- | --- | - | - | - | - | -- | -- | ---- |
| 1    | Brésil    | 6   | 2 | 2 | 0 | 0 | 20 | 3  | +17  |
| 2    | Paraguay  | 3   | 2 | 1 | 0 | 1 | 12 | 8  | +4   |
| 3    | Venezuela | 0   | 2 | 0 | 0 | 2 | 2  | 23 | -21  |

| 16 avril 1996 | Brésil | 13 – 1  | Venezuela |  |
|               |        | (4 – 1) |           |  |

| 17 avril 1996 | Paraguay | 10 – 1  | Venezuela |  |
|               |          | (3 – 0) |           |  |

| 18 avril 1996 | Brésil | 7 – 2   | Paraguay |  |
|               |        | (1 – 1) |          |  |

#### Groupe B
| Rang | Équipe    | Pts | J | G | N | P | Bp | Bc | Diff |
| ---- | --------- | --- | - | - | - | - | -- | -- | ---- |
| 1    | Uruguay   | 4   | 2 | 1 | 1 | 0 | 5  | 4  | +1   |
| 2    | Argentine | 2   | 2 | 0 | 2 | 0 | 3  | 3  | 0    |
| 3    | Chili     | 1   | 2 | 0 | 1 | 1 | 3  | 4  | -1   |

| 16 avril 1996 | Chili | 2 – 3   | Uruguay |  |
|               |       | (1 – 1) |         |  |

| 17 avril 1996 | Argentine | 1 – 1   | Chili |  |
|               |           | (0 – 1) |       |  |

| 18 avril 1996 | Argentine | 2 – 2   | Uruguay |  |
|               |           | (0 – 2) |         |  |

### Phase finale

#### Tableau
|  | Demi-finales  | Demi-finales  |                        |   | Finale        | Finale        |
|  | Demi-finales  | Demi-finales  |                        |   | Finale        | Finale        |
|  |               |               |                        |   |               |               |
|  | 19 avril 1996 | 19 avril 1996 |                        |   | 20 avril 1996 | 20 avril 1996 |
|  | 19 avril 1996 | 19 avril 1996 |                        |   | 20 avril 1996 | 20 avril 1996 |
|  | Brésil        | 6             |                        |   | 20 avril 1996 | 20 avril 1996 |
|  | Brésil        | 6             |                        |   | 20 avril 1996 | 20 avril 1996 |
|  | Argentine     | 0             |                        |   | 20 avril 1996 | 20 avril 1996 |
|  | Argentine     | 0             | Brésil                 | 8 |               |               |
|  | 19 avril 1996 |               | Brésil                 | 8 |               |               |
|  |               | Uruguay       | 1                      |   |               |               |
|  | Uruguay       | Uruguay       | 1                      | 2 |               |               |
|  | Uruguay       |               |                        | 2 |               |               |
|  | Paraguay      | 1             |                        |   |               |               |
|  | Paraguay      | 1             | Match pour la 3e place |   |               |               |
|  |               |               |                        |   |               |               |
|  | 20 avril 1996 |               |                        |   |               |               |
|  |               |               |                        |   |               |               |
|  | Argentine     | 2             |                        |   |               |               |
|  | Argentine     | 2             |                        |   |               |               |
|  | Paraguay      | 1             |                        |   |               |               |
|  | Paraguay      | 1             |                        |   |               |               |

#### Demi-finales
| 19 avril 1996 | Brésil | 6 – 0   | Argentine |  |
|               |        | (3 – 0) |           |  |

| 19 avril 1996 | Uruguay | 2 – 1   | Paraguay |  |
|               |         | (0 – 1) |          |  |

#### Match pour la3eplace
| 20 avril 1996 | Argentine | 2 – 1   | Paraguay |  |
|               |           | (0 – 0) |          |  |

#### Finale
| 20 avril 1996 | Brésil                                   | 8 – 1   | Uruguay   |  |  |
|               | Pedrinho · Luiz Ortiz · Fininho · Djacir | (7 – 0) | Moliterno |  |  |

## Sources
- (en) « II Taça América de Futsal 1996 », sur rsssf.com (consulté le 26 avril 2018)
- (en) « Technical report - PRELIMINARY COMPETITION - The Qualifying Competition - South America », sur fifa.com (consulté le 26 février 2018)